# Byron Bustamante
Byron Ariel Bustamante Gamboa (Cantarrana, Malloa, Región de O'Higgins, Chile, 2 de febrero de 1995) es un futbolista profesional chileno que se desempeña como mediocampista en Cobreloa de la primera B de Chile

## Trayectoria
Oriundo de la comuna de Malloa, Bustamante hizo sus primeras armas en la Escuela de Fútbol de Daniel Fabbiani, hermano del exfutbolista y seleccionado chileno Óscar Fabbiani. Tras un paso por las divisiones inferiores de O'Higgins, ficha el año 2015 por San Antonio Unido, para al año siguiente fichar por Magallanes.
En 2018, firma por General Velásquez, cuadro del cual es reconocido hincha. Al año siguiente, da el salto a la Primera B Chilena, firmando por Deportes Puerto Montt. Su buen juego, sumado a sus grandes goles, lo hicieron estar en el radar de Colo-Colo, opción que no prosperó.
En marzo de 2021, es anunciado como nuevo jugador de Santiago Wanderers de la Primera División chilena.Sin cabida en el equipo caturro, en agosto de 2021 es cedido a préstamo a Deportes Temuco de la Primera B chilena.luego de una temporada y media cedido en el equipo albiverde, para la temporada 2023 es anunciada una nueva cesión, esta vez a Deportes Santa Cruz de la misma divisional.Terminado su préstamo, se informó que no renovará su contrato con Wanderers, ya que el técnico del equipo, Francisco Palladino, no contara con el ni con los jugadores Aldrix Jara y William Gama.
El 20 de enero de 2024 es anunciado su regreso a Deportes Temuco.

## Clubes
| Club                           | País  | Año       |
| ------------------------------ | ----- | --------- |
| San Antonio Unido              | Chile | 2015      |
| Magallanes                     | Chile | 2016-2017 |
| General Velásquez              | Chile | 2018      |
| Deportes Puerto Montt          | Chile | 2019-2020 |
| Santiago Wanderers             | Chile | 2021-2023 |
| → Deportes Temuco (cedido)     | Chile | 2021-2022 |
| → Deportes Santa Cruz (cedido) | Chile | 2023      |
| Deportes Temuco                | Chile | 2024      |
| Cobreloa                       | Chile | 2025-Act. |